# 洪家楼街道
洪家楼街道，是中华人民共和国山東省济南市历城区下辖的一个乡镇级行政单位。

## 行政区划
洪家楼街道下辖以下地区：
七里堡社区、洪家楼社区、洪楼广场社区、鑫达社区、花园南区社区、花园中区社区、海蔚社区、花园北区社区和福润社区。